# Førde VBK
Førde VBK – norweski klub siatkarski z siedzibą w Førde. Założony został w 1974 roku. Męska drużyna zadebiutowała w najwyższej klasie rozgrywkowej w sezonie 1980/1981. W swojej historii sześciokrotnie została mistrzem Norwegii, zdobywając jednocześnie Puchar Norwegii, oraz pięciokrotnie triumfowała w mistrzostwach ligowych. W sezonie 2010/2011 zdobyła złoty medal Klubowych Mistrzostw Krajów Nordyckich.
Od sezonu 2023/2024 Førde VBK swoje mecze domowe rozgrywa w hali sportowej przy szkole średniej Øyrane (Øyrane arena).

## Historia
Førde VBK założony został 18 września 1974 roku. W sezonie 1980/1981 po raz pierwszy uczestniczył w najwyższej klasie rozgrywkowej – wówczas pod nazwą 1. divisjon. W tym sezonie zajął 3. miejsce w Pucharze Norwegii. W 1. divisjon grał nieprzerwanie do końca sezonu 1983/1984. Ponownie w najwyższej klasie rozgrywkowej (Eliteserien) brał udział w sezonie 1998/1999. Zajął jednak ostatnie, 8. miejsce, i spadł do niższej ligi.
Od sezonu 2000/2001 Førde VBK gra w Eliteserien. Od tego czasu sześciokrotnie zdobył krajowy puchar, zostając jednocześnie mistrzem Norwegii, a także pięciokrotnie triumfował w mistrzostwach ligowych.
W sezonie 2008/2009 zadebiutował w europejskich pucharach, uczestnicząc w Pucharze Challenge.
Førde VBK brał udział w dziesięciu edycjach Klubowych Mistrzostw Krajów Nordyckich. W sezonie 2010/2011 zdobył złoty medal tych rozgrywek, natomiast w sezonie 2007/2008 zajął 3. miejsce.
Przez wiele lat drużyna swoje mecze domowe rozgrywała w Førdehuset. Od sezonu 2023/2024 głównym obiektem stała się otwarta we wrześniu 2023 roku hala sportowa przy szkole średniej Øyrane – Øyrane arena.

## Bilans sezonów
Bilans sezonów od sezonu 1998/1999.
| Sezon                        | Rozgrywki ligowe | Rozgrywki ligowe | Puchar      |
| Sezon                        | Poziom           | Miejsce          | Puchar      |
| ---------------------------- | ---------------- | ---------------- | ----------- |
| 1998/1999                    | Eliteserien      | 8/8              | brak danych |
| 1999/2000                    | 1. divisjon      | brak danych      | brak danych |
| 2000/2001                    | Eliteserien      | 8/8              | ćwierćfinał |
| 2001/2002                    | Eliteserien      | 8/8              | ćwierćfinał |
| 2002/2003                    | Eliteserien      | 5/9              | 1/8 finału  |
| 2003/2004                    | Eliteserien      | 5/8              | ćwierćfinał |
| 2004/2005                    | Eliteserien      | 3/8              | półfinał    |
| 2005/2006                    | Eliteserien      | 6/8              | ćwierćfinał |
| 2006/2007                    | Eliteserien      | 3/7              | 1. miejsce  |
| 2007/2008                    | Eliteserien      | 1/7              | finał       |
| 2008/2009                    | Eliteserien      | 3/7              | ćwierćfinał |
| 2009/2010                    | Eliteserien      | 2/6              | półfinał    |
| 2010/2011                    | Eliteserien      | 3/7              | 1. miejsce  |
| 2011/2012                    | Eliteserien      | 2/7              | finał       |
| 2012/2013                    | Eliteserien      | 1/8              | finał       |
| 2013/2014                    | Mizunoligaen     | 2/8              | finał       |
| 2014/2015                    | Mizunoligaen     | 6/7              | ćwierćfinał |
| 2015/2016                    | Mizunoligaen     | 1/7              | 1. miejsce  |
| 2016/2017                    | Mizunoligaen     | 1/7              | półfinał    |
| 2017/2018                    | Mizunoligaen     | 2/8              | półfinał    |
| 2018/2019                    | Mizunoligaen     | 1/8              | 1. miejsce  |
| 2019/2020                    | Mizunoligaen     | 3/9              | 1. miejsce  |
| 2020/2021                    | Mizunoligaen     | —                | 1. miejsce  |
| 2021/2022                    | Mizunoligaen     | 6/9              | ćwierćfinał |
| 2022/2023                    | Mizunoligaen     | 3/9              | finał       |
| 2023/2024                    | Mizunoligaen     | 4/9              | ćwierćfinał |
| pierwszy poziom drugi poziom |                  |                  |             |

## Udział w europejskich pucharach
| Sezon     | Rozgrywki        | Osiągnięcie |
| --------- | ---------------- | ----------- |
| 2008/2009 | Puchar Challenge | I runda     |
| 2012/2013 | Puchar Challenge | I runda     |
| 2013/2014 | Puchar Challenge | II runda    |
| 2016/2017 | Puchar Challenge | I runda     |
| 2017/2018 | Puchar Challenge | I runda     |
| 2018/2019 | Puchar CEV       | 1/16 finału |
| 2023/2024 | Puchar Challenge | I runda     |
| Źródło:   |                  |             |

## Osiągnięcia
- Klubowe Mistrzostwa Krajów Nordyckich:
  -  1. miejsce (1x): 2011
  -  3. miejsce (1x): 2008
- Mistrzostwa i Puchar Norwegii:
  -  1. miejsce (6x): 2007, 2011, 2016, 2019, 2020, 2021
  -  2. miejsce (5x): 2008, 2012, 2013, 2014, 2023
- Mistrzostwa ligowe:
  -  1. miejsce (5x): 2008, 2013, 2016, 2017, 2019
  -  2. miejsce (4x): 2010, 2012, 2014, 2018
  -  3. miejsce (7x): 2005, 2007, 2009, 2011, 2020, 2023, 2025